# Svaletjärnet (Älgå socken, Värmland)
Svaletjärnet är en sjö i Arvika kommun i Värmland och ingår i Göta älvs huvudavrinningsområde. Sjön har en area på 0,0709 kvadratkilometer och ligger 267,2 meter över havet.

## Delavrinningsområde
Svaletjärnet ingår i det delavrinningsområde (662187-130094) som SMHI kallar för Utloppet av Östra Buvattnet. Medelhöjden är 227 meter över havet och ytan är 25,02 kvadratkilometer. Det finns inga avrinningsområden uppströms utan avrinningsområdet är högsta punkten. Buvattsälven som avvattnar avrinningsområdet har biflödesordning 3, vilket innebär att vattnet flödar genom totalt 3 vattendrag innan det når havet efter 305 kilometer. Avrinningsområdet består mestadels av skog (80 procent). Avrinningsområdet har 2,96 kvadratkilometer vattenytor vilket ger det en sjöprocent på 11,8 procent.